# Perimangelia
Perimangelia is een geslacht van weekdieren uit de klasse van de Gastropoda (slakken).

## Soorten
- Perimangelia interfossa (Carpenter, 1864)
- Perimangelia nitens (Carpenter, 1864)